# Centre Cívic El Club
El Centre Cívic El Club és un edifici de Sant Miquel de Fluvià (Alt Empordà) inclòs a l'Inventari del Patrimoni Arquitectònic de Catalunya.

## Descripció
Edifici aïllat, situat a uns dos-cents metres de l'ajuntament. És un edifici de planta rectangular, amb coberta a dues aigües i una sola planta. L'accés a aquest edifici es fa a través d'un porxo decorat amb tres arcs de mig punt sostinguts amb columnes salomòniques decorades amb mosaic. Els arcs estan decorats amb mosaics de petites tessel·les amb els colors groc i blanc. Aquest colors es repeteixen a la decoració sota el ràfec, i també a les obertures de la façana lateral, on aquests mosaics formen un guardapols. La testera de la façana té forma ondulada i al centre d'aquesta hi ha la data 1922.